# Trương Quang Đản

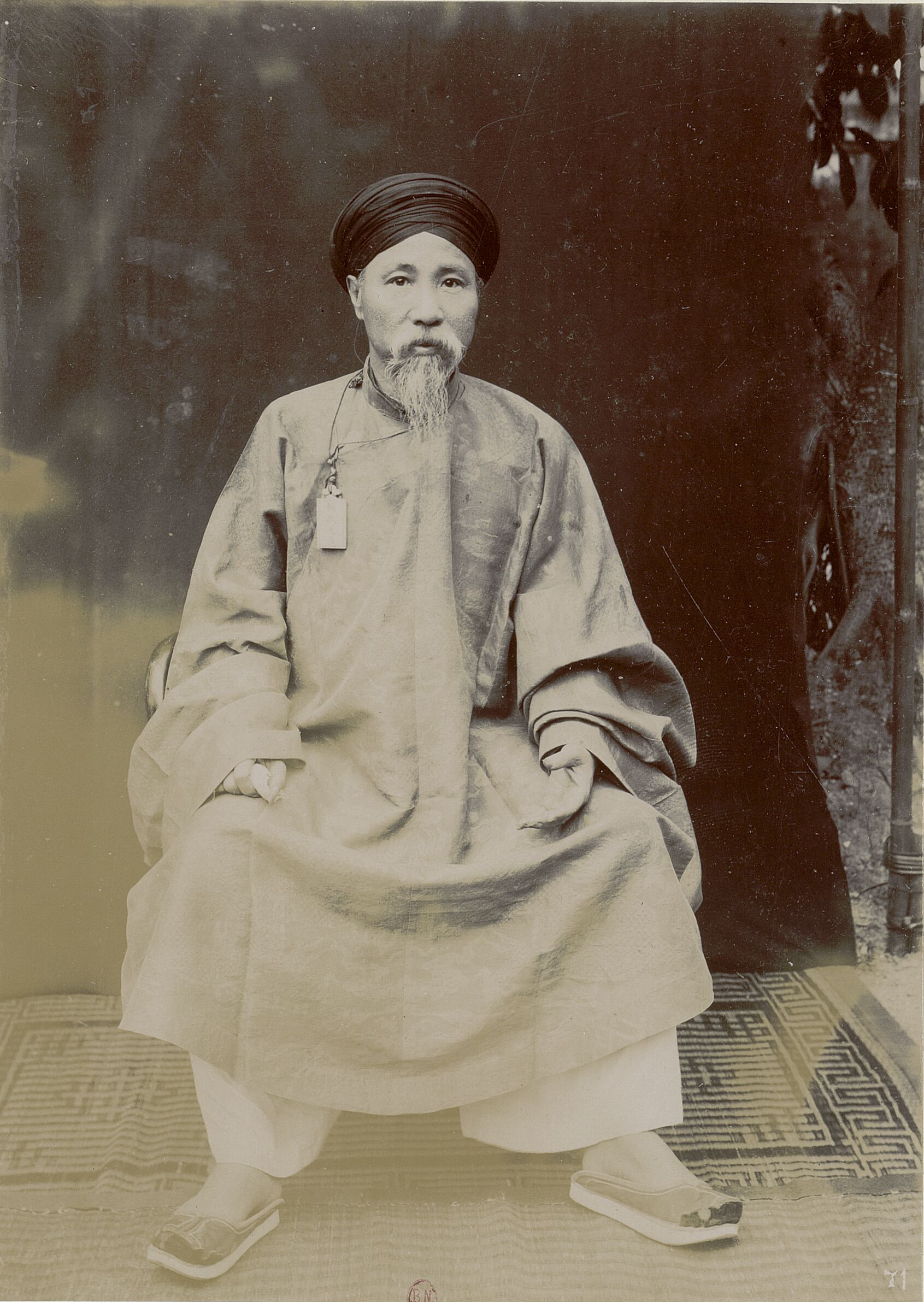
Ông Trương Quang Đản

Trương Quang Đản (hay Trương Đăng Đản, chữ Hán: 張光憻 1833 - 1914), tự Tử Minh (chữ Hán: 子明), hiệu Cúc Viên (chữ Hán: 菊園), là một danh thần triều Nguyễn trong lịch sử Việt Nam.

## Tiểu sử
Trương Quang Đản sinh tại Kinh thành Huế, nhưng nguyên quán là làng Mỹ Khê, thuộc xã Tịnh Khê, huyện Sơn Tịnh, tỉnh Quảng Ngãi.
Ông là con trai Phụ chánh đại thần Trương Đăng Quế (1793-1865) và Ngọc Lê Quận chúa (con gái Phước Long Công). Vì vậy, tuy chỉ thi đỗ tú tài nhưng ông được tập ấm làm quan.
Năm 1880, ông làm Tĩnh biên phó sứ cai quản vùng Lạng Giang, sau thăng Tổng đốc Bắc Ninh, hiệp với quân Thanh (Trung Quốc) chống ngăn quân Pháp.
Năm 1883, sau khi Hòa ước Quý Mùi được ký, nghe ông và Hoàng Kế Viêm không chịu rút quân, viên Khâm sứ Pháp ở Huế lấy điều đó trách, buộc triều đình phải truyền dụ cho Hoàng Kế Viêm và Trương Quang Đản lập tức trở về kinh .
Vì việc này, Trương Quang Đản bị giáng làm Tuần phủ Quảng Trị . Tại đây, ông cùng anh ruột là Trương Văn Đễ đã tham gia trong việc đưa vua Hàm Nghi ra căn cứ Tân Sở (Quảng Trị), và đưa xa giá Tam cung trở về kinh, sau khi phe chủ chiến ở Huế thất bại trong trận tấn công quân Pháp vào tháng 7 năm 1885.
Đến khi Đồng Khánh lên ngôi, nhờ có công phò giúp , Trương Quang Đản được thăng Thái tử thiếu phó, Đông các đại học sĩ.
Năm 1889, Thành Thái lên ngôi, Trương Quang Đản cùng Nguyễn Trọng Hợp được cử làm Phụ chính đại thần.
Năm 1894, ông được cử làm Tổng tài sử quán, Kinh diên giảng quan, Quản lý Quốc tử giám.
Năm 68 tuổi Trương Quang Đản về hưu, và mất năm nào không rõ.
Theo tác giả Võ Hương An, thì Trương Quang Đản có 7 bà vợ, trong đó bà thứ hai là Phạm Thị Hiệp, là cháu Thái hậu Từ Dụ.

## Tác phẩm

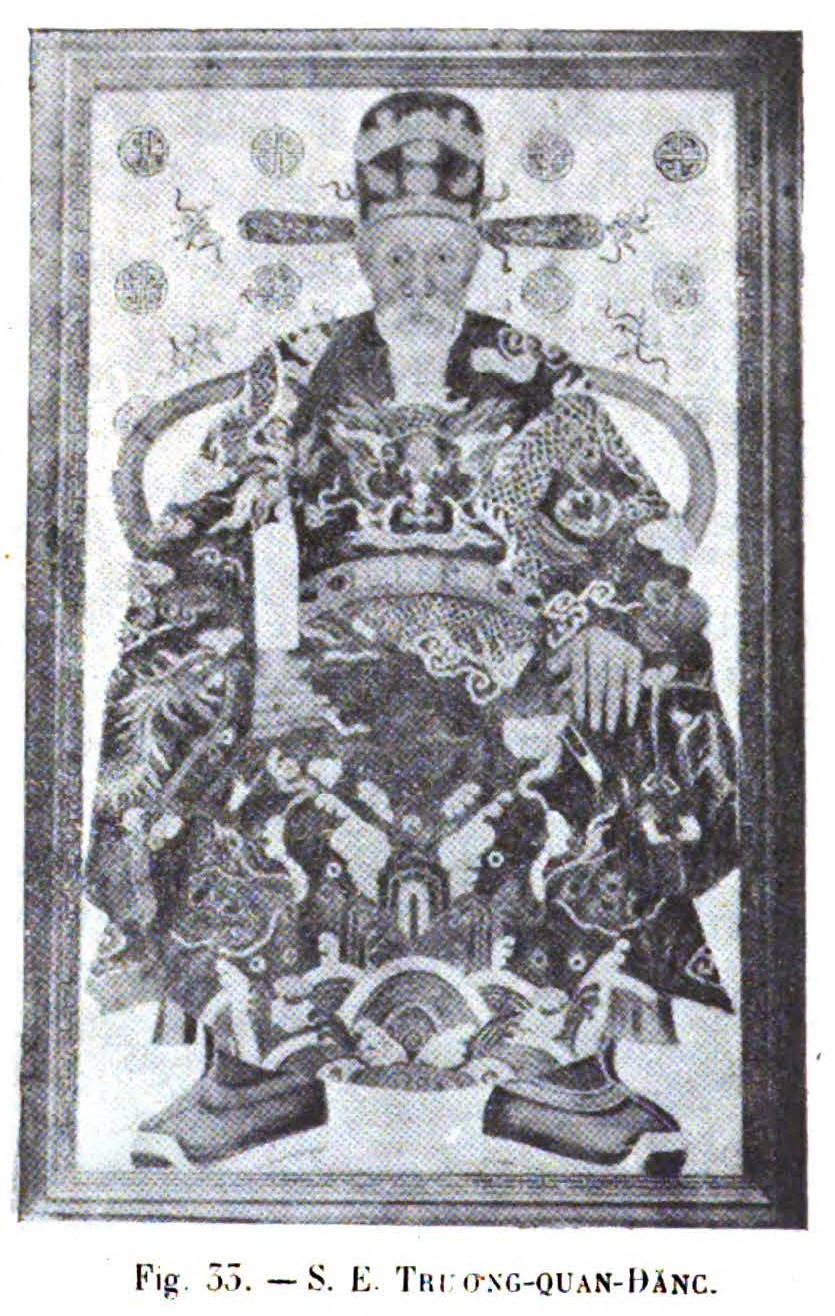
Chân dung ông Trương Quang Đản

Trong thời gian làm Tổng tài Quốc sử quán, Trương Quang Đản đã tham gia biên soạn:
- Liệt truyện chính biên
- Đại Nam thực lục chính biên đệ tứ, đệ ngũ kỉ
- Quốc sử quán thư mục (1 quyển) do ông và Nguyễn Thuật hợp soạn.

## Sách tham khảo chính
- Cao Xuân Dục, Đại Nam chính biên liệt truyện. Nhà xuất bản Văn học, 2004.
- Trần Trọng Kim,Việt Nam sử lược. Nhà xuất bản Tân Việt, Sài Gòn, 1968.
- Nguyễn Q. Thắng - Nguyễn Bá Thế, Từ điển nhân vật lịch sử Việt Nam. Nhà xuất bản Khoa học xã hội, Hà Nội, 1992.